# Ulmbachtalsperre

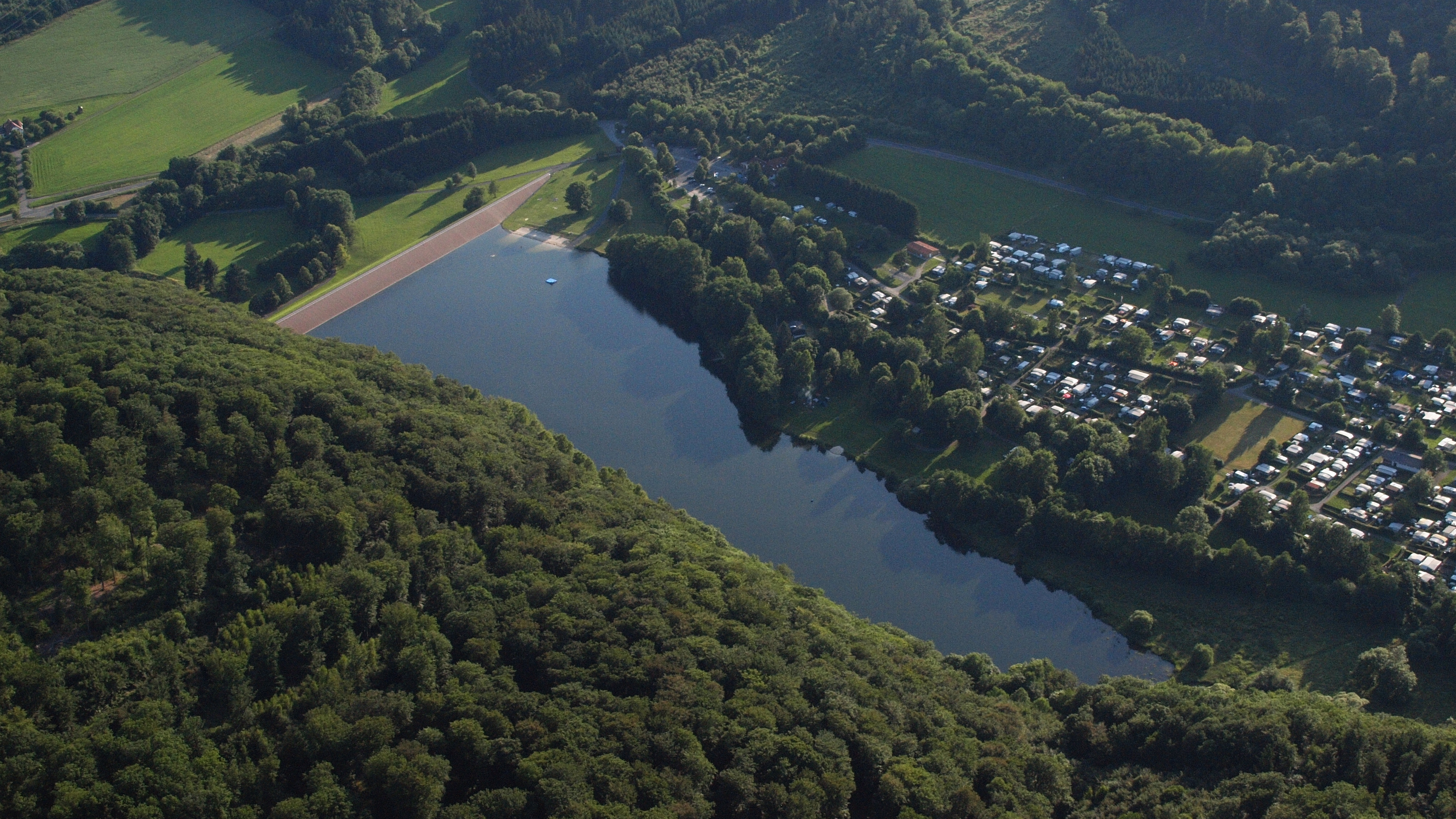
Luftaufnahme der Ulmbachtalsperre

Der Ulmbachstausee ist ein Stausee im Lahn-Dill-Kreis in Hessen, der von der Ulmbachtalsperre (kurz auch Ulmtalsperre bzw. Hochwasserrückhaltebecken Ulmbach) gestaut wird.
Er liegt in der Gemarkung Beilstein der Gemeinde Greifenstein, in der Nähe von Leun und Wetzlar sowie 12 km südwestlich von Herborn. Er dient dem Hochwasserschutz der Lahn und wird vom Ulmbachverband betrieben. Außerdem ist der Stausee ein von Wiesen umgebenes Naherholungsgebiet. Gestaut wird der Ulmbach. Der See ist 570 Meter lang und 90–180 Meter breit, die Wasserfläche beträgt 6,7 Hektar. Die Talsperre fasst 740.000 Kubikmeter Wasser, oder – je nach Wasserstand – bis zu 820.000 m³.

## Staudamm

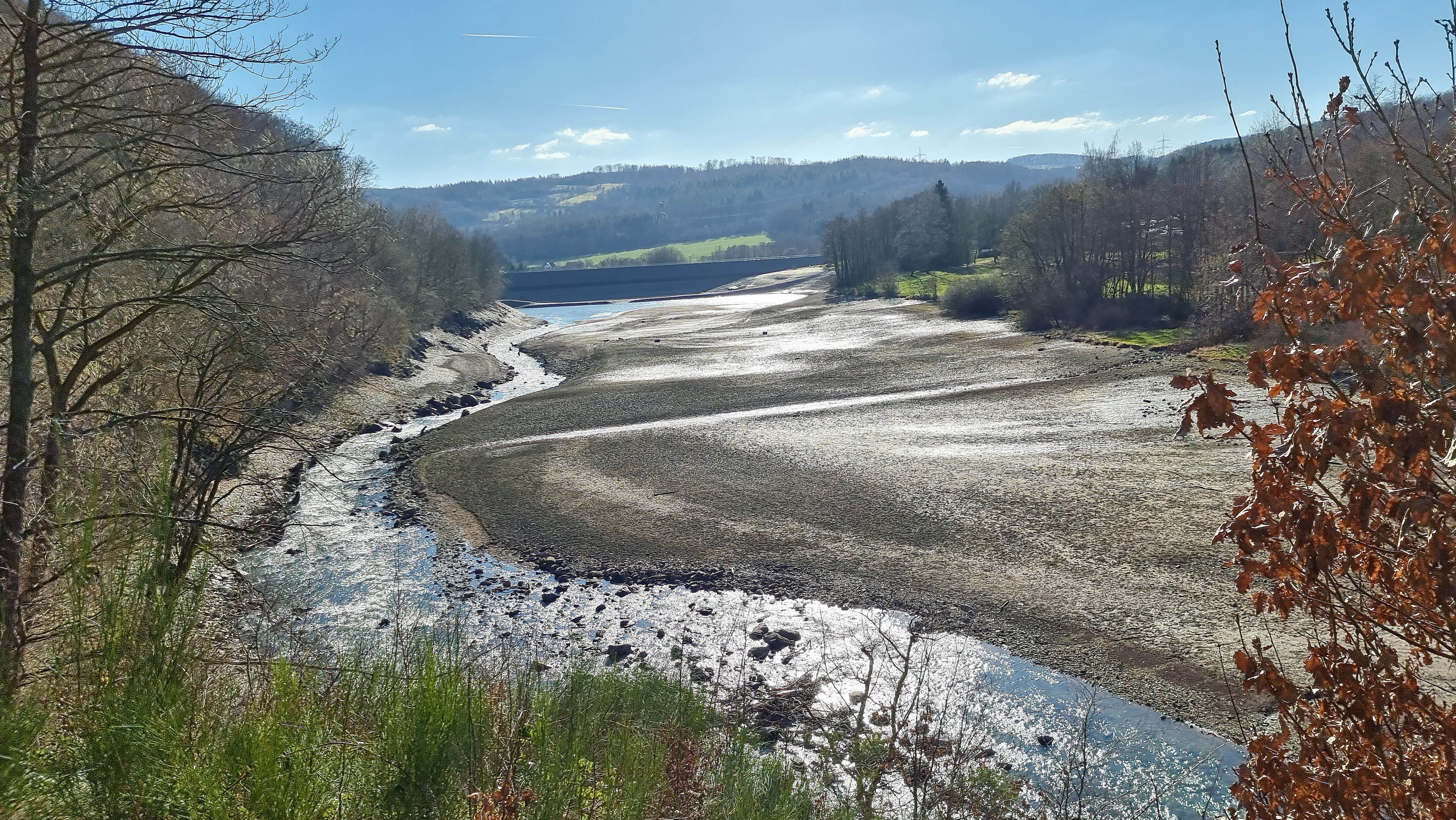
Die abgelassene Ulmtalsperre im Winter 2022

Das Absperrbauwerk ist ein Erdschüttdamm. Eine Modernisierung der Ulmbachtalsperre erfolgte im Jahr 2006. Dafür wurde der Stausee komplett trockengelegt. Im Jahr 2012 wurde der Damm saniert.
Auch im Winter wird das Wasser abgelassen, um im Frühjahr das Tauwasser vom Westerwald aufnehmen zu können.

## Freizeit
Das Naherholungsgebiet Ulmbachtalsperre verfügt über:
- Campingplatz mit Dauercampen / sanitäre Anlagen
- Badestrand mit Liegewiese (DLRG-Aufsicht am Wochenende)
- Ruder- und Badeboote erlaubt
- Tauchen, Angeln
- Kiosk/Restaurant
- Parkplätze
- Kinderspielplatz
- Vogelschutzgebiet

Nur im Badebereich ist das Ufer flach, sonst ist es steil und bewachsen.